# 門洛帕克特勒斯 (新澤西州)
門洛帕克特勒斯（英語：Menlo Park Terrace）是位於美國新澤西州米德爾塞克斯縣的普查規定居民點。

## 人口
根據2020年美國人口普查的數據，門洛帕克特勒斯的面積為0.96平方千米，皆為陸地。當地共有人口2806人，而人口密度為每平方千米2,922.92人。